# Sebastião Lobo da Silveira
Dom Sebastião Lobo da Silveira era um fidalgo Português, filho de Luis Lobo da Silveira, 5º senhor de Sarzedas, e de sua mulher D. Joana de Lima. Ele foi Capitão-Mor de Macau de 1638 a 1644.
Tendo servido na Índia, foi nomeado em 1638 Capitão-Mor de Macau. Quando em 1644 foi substituído no governo da cidade por Luís Carvalho de Sousa, o Senado da Cidade requereu a este último e ao Pe. Manuel Fernandes, Governador do Bispado, que o prendessem. Como base para esse pedido, o Senado alegou que Lobo da Silveira tinha auxiliado e favorecido os Espanhóis após a declaração de independência de 1640.
Dom Sebastião Lobo da Silveira saiu de Macau em 1644 e em 1647 foi embarcado em Goa rumo à Metrópole para aí ser julgado, no entanto o navio em que seguia veio a naufragar na costa do Natal. Os náufragos conseguiram passar para outro navio e seguiram para Moçambique, mas como Lobo Silveira era muito gordo, não conseguiu fazer o mesmo, deixaram-no e ele ali terá morrido.
O governo de D. Sebastião Lobo da Silveira foi exercido de 1638 a 1644 e não decorreu linearmente; para lá de termo do comércio com o Japão, Malaca e Filipinas, foi hostilizado, preso e com bens confiscados. No meio, o Senado, os ingleses, as autoridades chinesas e os confrontos do próprio capitão com a Administração da Fazenda Real, que acabou por alegadamente "assassinar"! V. Governadores De Macau, Coordenação de Jorge Santos Alves e António Martins do Vale, Teresa Lopes da Silva e Alfredo Gomes Dias.